# Niko Anttola
Niko Anttola (13 febbraio 2003) è un fondista finlandese.

## Biografia
Anttola, attivo dal febbraio del 2019, ha vinto la medaglia d'argento nella staffetta ai Mondiali juniores di Lahti/Vuokatti 2021 e nella 10 km a quelli di Zakopane/Lygnasæter 2022; ha esordito in Coppa del Mondo il 27 febbraio 2022 a Lahti in una 15 km (37º) e ai successivi Mondiali juniores di Whistler 2023 ha conquistato la medaglia d'oro nella 10 km e quella d'argento nella 20 km. Ai Mondiali di Planica 2023, sua prima presenza iridata, ha vinto la medaglia d'argento nella staffetta e si è classificato 24º nella 15 km; a quelli di TRondheim 2025 si è piazzato 21º nella 10 km, 37º nello skiathlon e 10º nella staffetta. Non ha preso parte a rassegne olimpiche.

## Palmarès

### Mondiali
- 1 medaglia:
  - 1 argento (staffetta a Planica 2023)

### Mondiali juniores
- 4 medaglie:
  - 1 oro (10 km a Whistler 2023)
  - 3 argenti (staffetta a Lahti/Vuokatti 2021; 10 km a Zakopane/Lygnasæter 2022; 20 km a Whistler 2023)

### Coppa del Mondo
- Miglior piazzamento in classifica generale: 112º nel 2023